# مان بي تاك
مان بي تاك (بالصينية: 文彼得) (16 فبراير 1982 بهونغ كونغ في الصين - ) هو لاعب كرة قدم صيني في مركز الدفاع. شارك مع منتخب هونغ كونغ لكرة القدم. أما مع النوادي، فقد لعب مع نادي جنوب الصين ونادي كيتشي ونادي إيسترن سبورتس وهونغ كونغ رينجرز.

## روابط خارجية
- مان بي تاك على موقع قاعدة بيانات كرة القدم.إي يو (الإنجليزية)
- مان بي تاك على موقع ناشيونال فوتبول تيمز (الإنجليزية)
- مان بي تاك على موقع Soccerway.com (الإنجليزية)